# Dick Verhoeven
Dirk Jan (Dick) Verhoeven (Rijswijk (NB), 12 augustus 1954 - Enschede, 20 juli 2022) was een Nederlands politicus van het CDA.

## Levensloop
Hij heeft gestudeerd voor MO-B Wiskunde en was vanaf 1976 docent wiskunde op havo/vwo scholen in Emmeloord en Kampen waar hij ook conrector is geweest. Daarnaast was hij actief in de lokale politiek. In 1982 kwam hij in de gemeenteraad van Dronten waar hij ook wethouder is geweest. 
In april 1994 werd Verhoeven de burgemeester van Holten. Toen in 1999 duidelijk werd dat de geplande fusie met de gemeente Rijssen niet op 1 januari 2000 door zou gaan gaf hij in november 1999 zijn burgemeesterschap op om algemeen directeur te worden van projectontwikkelingsmaatschappij Bramer. Een jaar later zou die fusie alsnog doorgaan. Later werd Verhoeven tevens lid van het bestuur van de brancheorganisatie Bouwend Nederland en voorzitter van stichting Woningborg en stichting bedrijfstakpensioenfonds voor de Bouwnijverheid. Hij was lid van het klankbord bij voetbalclub Heracles Almelo.
Verhoeven en zijn vrouw, die een bedrijf had in de uitvaartzorg bleven altijd in Holten wonen.
Verhoeven overleed op 20 juli 2022 in een Enschedees ziekenhuis na een kort ziektebed.